# Собаки-герої України
Собаки-герої України (англ. Dogs-Heroes of Ukraine) — це приватний проєкт, заснований у 2023 році, який розповідає про собак, які на рівні та разом із людиною або самостійно зробили героїчний вчинок.

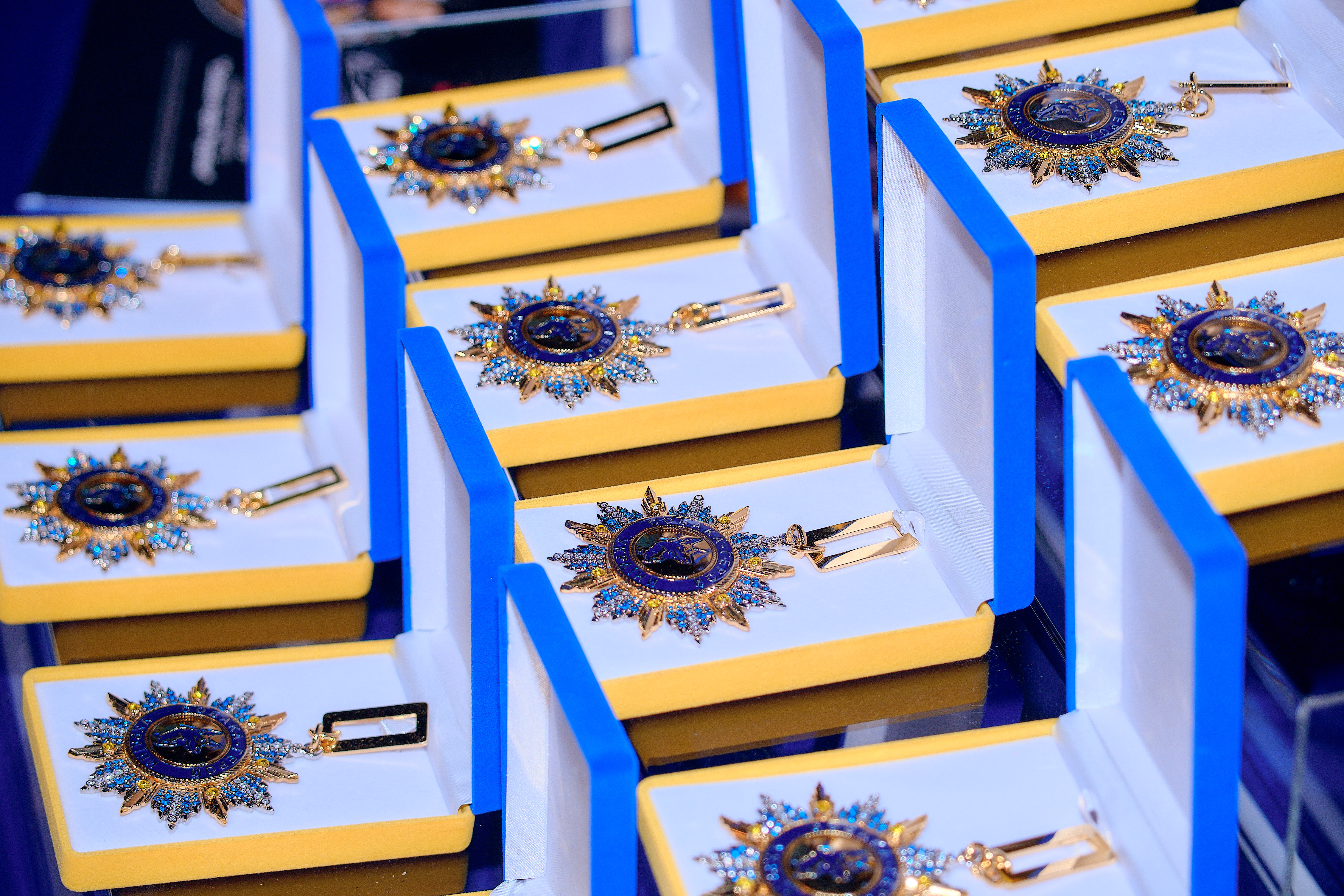
Орден Собака-герой України. Фотограф: Олег Чечіль.

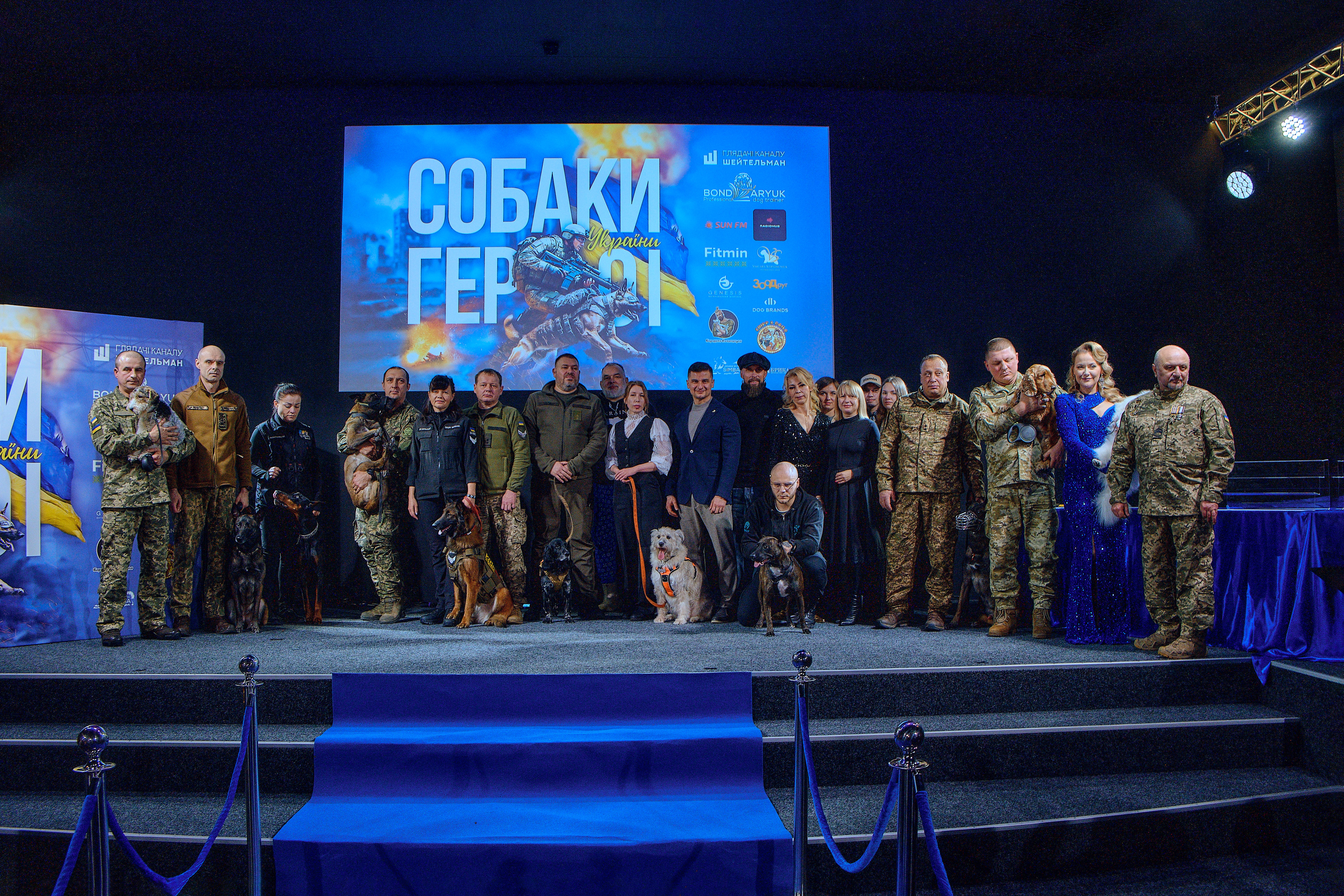
Фінал церемонії нагородження Собаки-герої України 2024 року. Фотограф: Олег Чечіль.

У 2023—2024 роках звання та орден з індивідуальним номером «Собака-герой України» отримали: приватні собаки, а також чотирилапі співробітники Служби безпеки України, Головного управління розвідки Міністерства оборони України, Національної гвардії України, Державної прикордонної служби, ДСНС України, Національної поліції, департаменту КОРД, Управління державної охорони, Збройних сил України та Морської піхоти ЗСУ, Національної Школи Службового Собаківництва «Міжнародної поліціянтської корпорації громадської безпеки», волонтерської групи DOG HELPS to LIVE, Командування Сил підтримки Збройних сил України, кінологічно-рятувального загону «Азарт» і Павлоградського пошуково-рятувального кінологічного загону «Антарес» у співпраці з гуманітарною місією проєкту «На Щиті» Цивільно-військового співробітництва CIMIC Генерального штабу Збройних Сил України.
Вручення нагород хвостатим героям, подяк — їх провідникам і власникам, а також подарунків відбувається кожного року в грудні місяці під час церемонії нагородження «Собаки-герої України».
Пошук зброї, наркотиків, вибухівки, охорона периметру під час запуску дронів, охорона перших осіб різних держав світу, допомога у відновленні після ПТСР — лише частина переліченої важливої роботи, яку виконують чотирилапі герої.
Унікальна концепція втілення проєкту виокремлює його не тільки в Україні, а й у всьому світі, а разом з цим демонструє особливе ставлення і до тварин і до героїв в українській державі.

## Календар «Собаки-герої України»

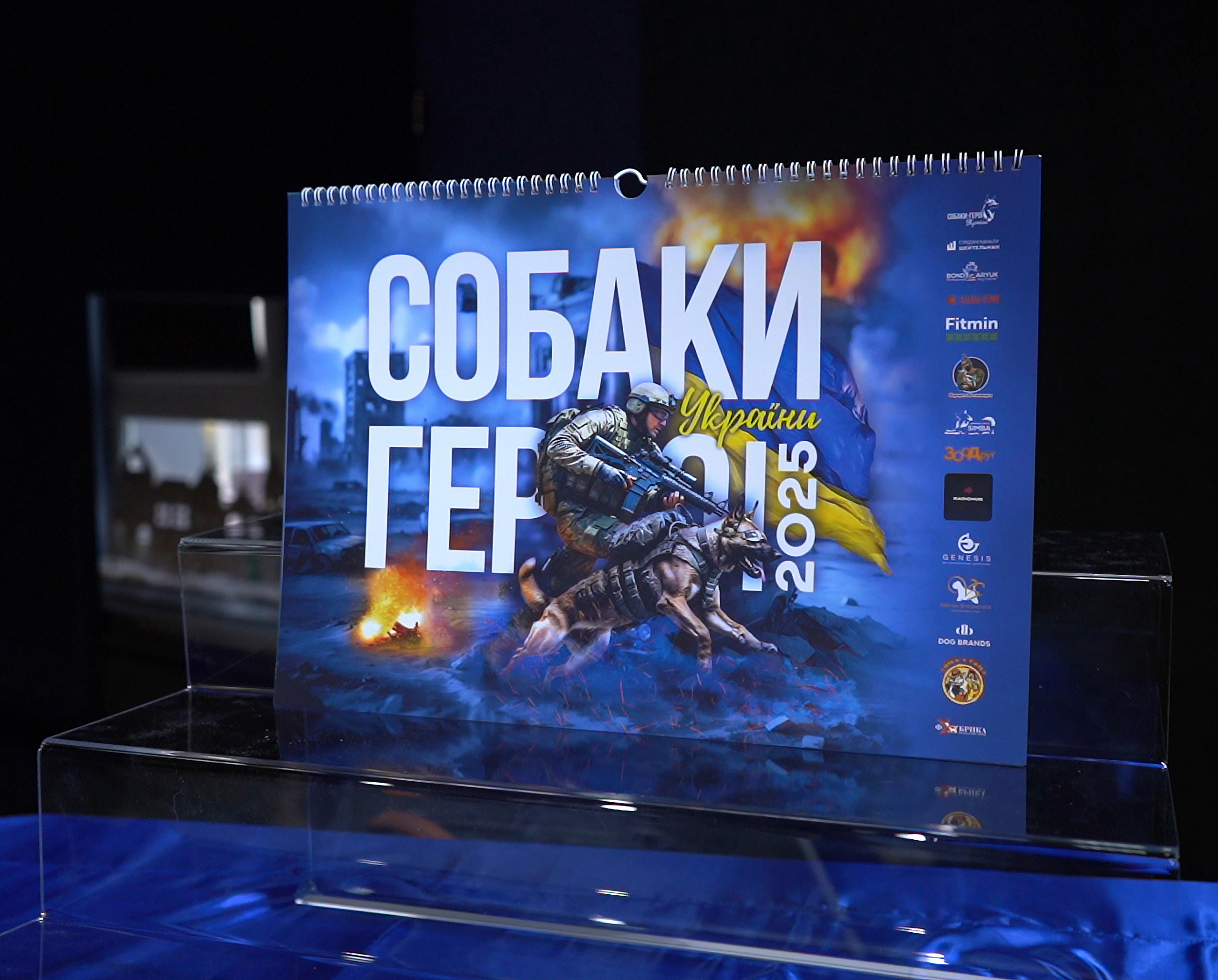
Календар Собаки-герої України на 2025 рік. Фотограф: Олег Чечіль.

Героїчні дії кожного Собаки-героя України, їх кінологів-провідників та/або власників відображені в однойменному календарі на наступний рік, кожен місяць якого відповідає певній події.
Видається обмеженим тиражем одразу після церемонії нагородження. Серед прихильників проєкту вважається колекційним календарем.

## Книга «Собаки-герої України»

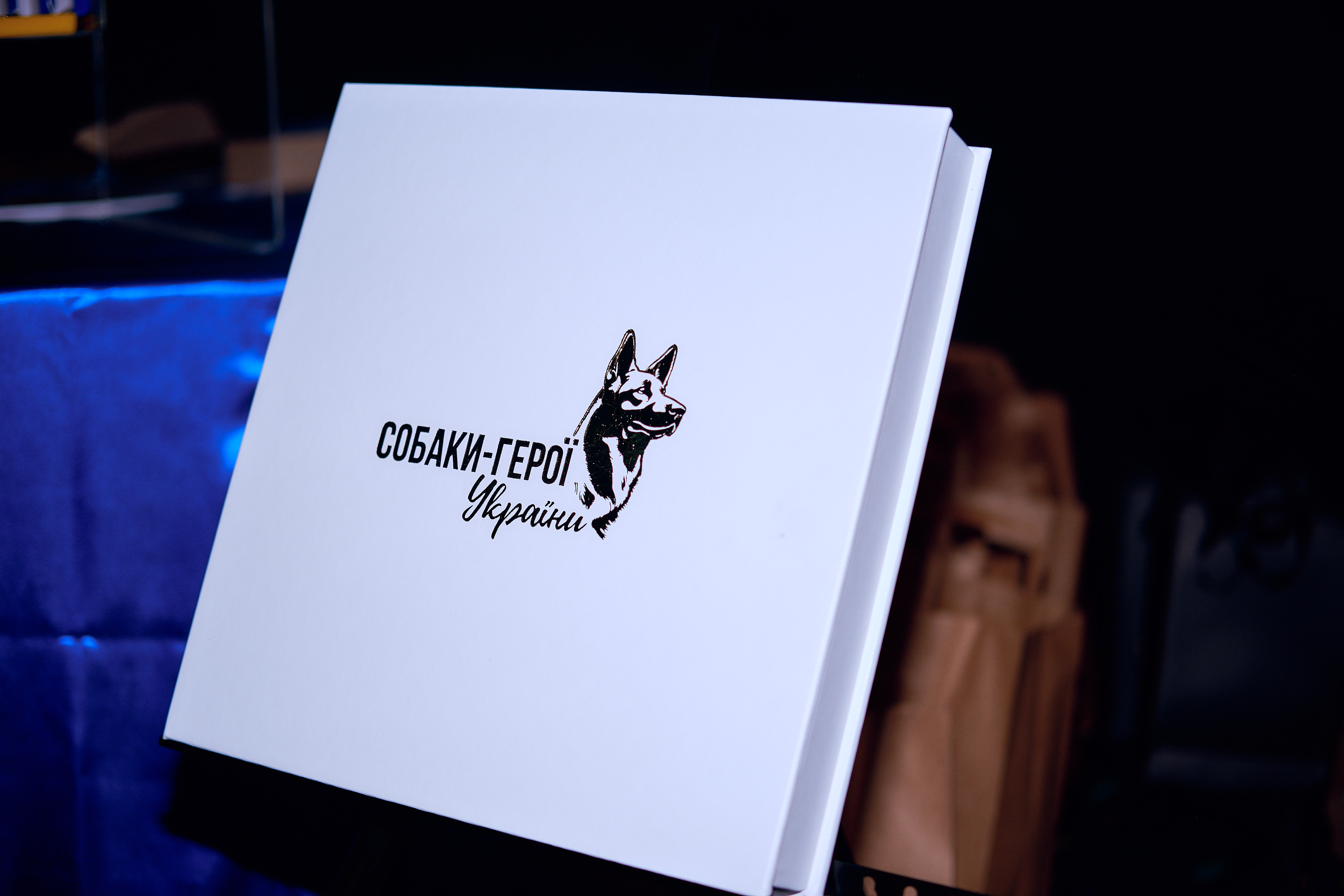
Книга Собаки-герої України. Фотограф: Олег Чечіль.

Інновацією 2024-го року стало започаткування книги «Собаки-герої України», в якій збирається інформація про героїв за весь період існування проекту. Організатори вважають важливим той факт, що героями стають саме живі собаки та люди, яким віддається належна шана та подяка. Кінологи-провідники/власники Собак-героїв України залишають пам'ятні написи та підписи на сторінках з їх зображеннями. Книга створена в єдиному екземплярі, то ж з кожним роком стає справжнім раритетом.

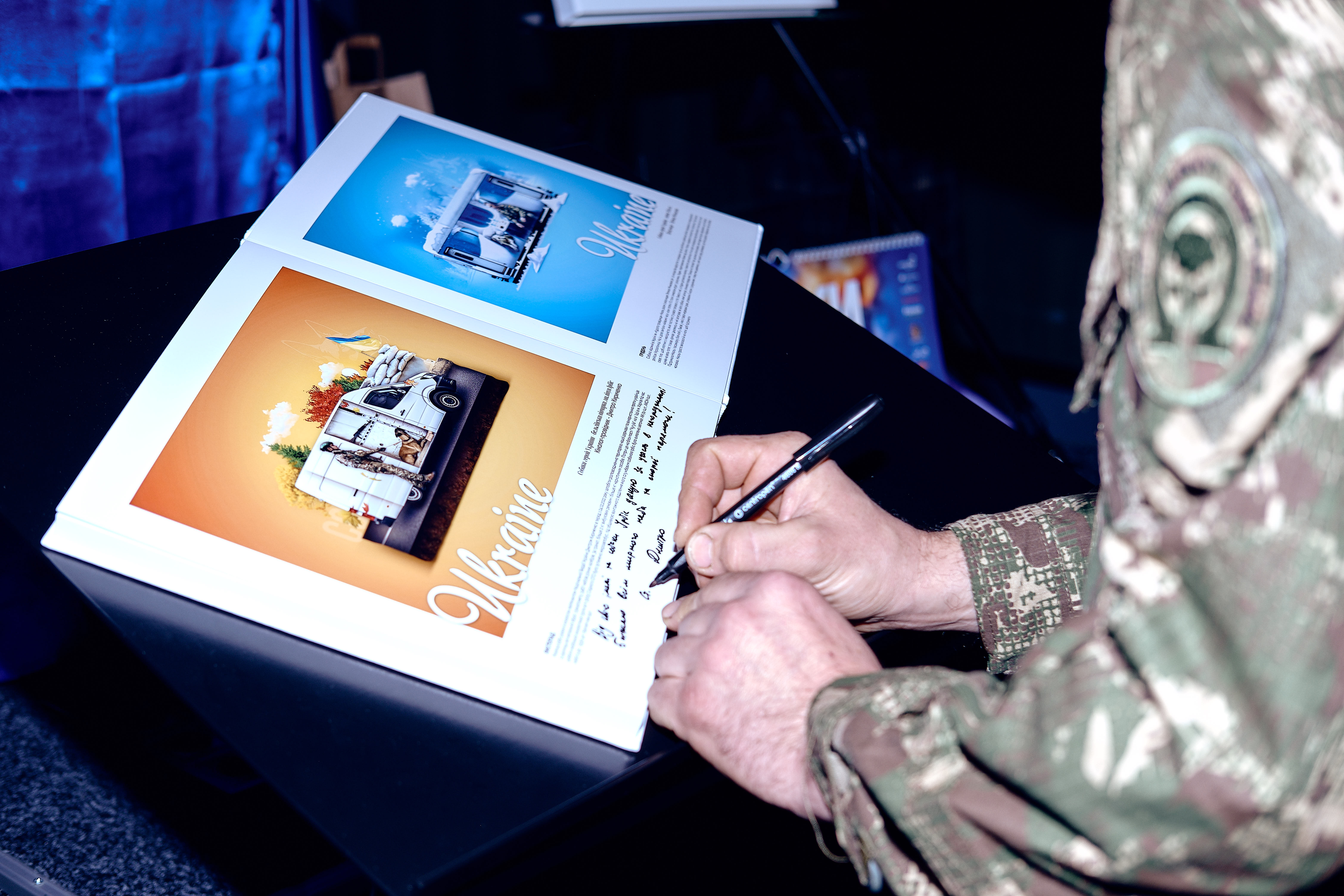
Підписання Книги Собаки-герої України. Фотограф: Олег Чечіль.{{subst:}}
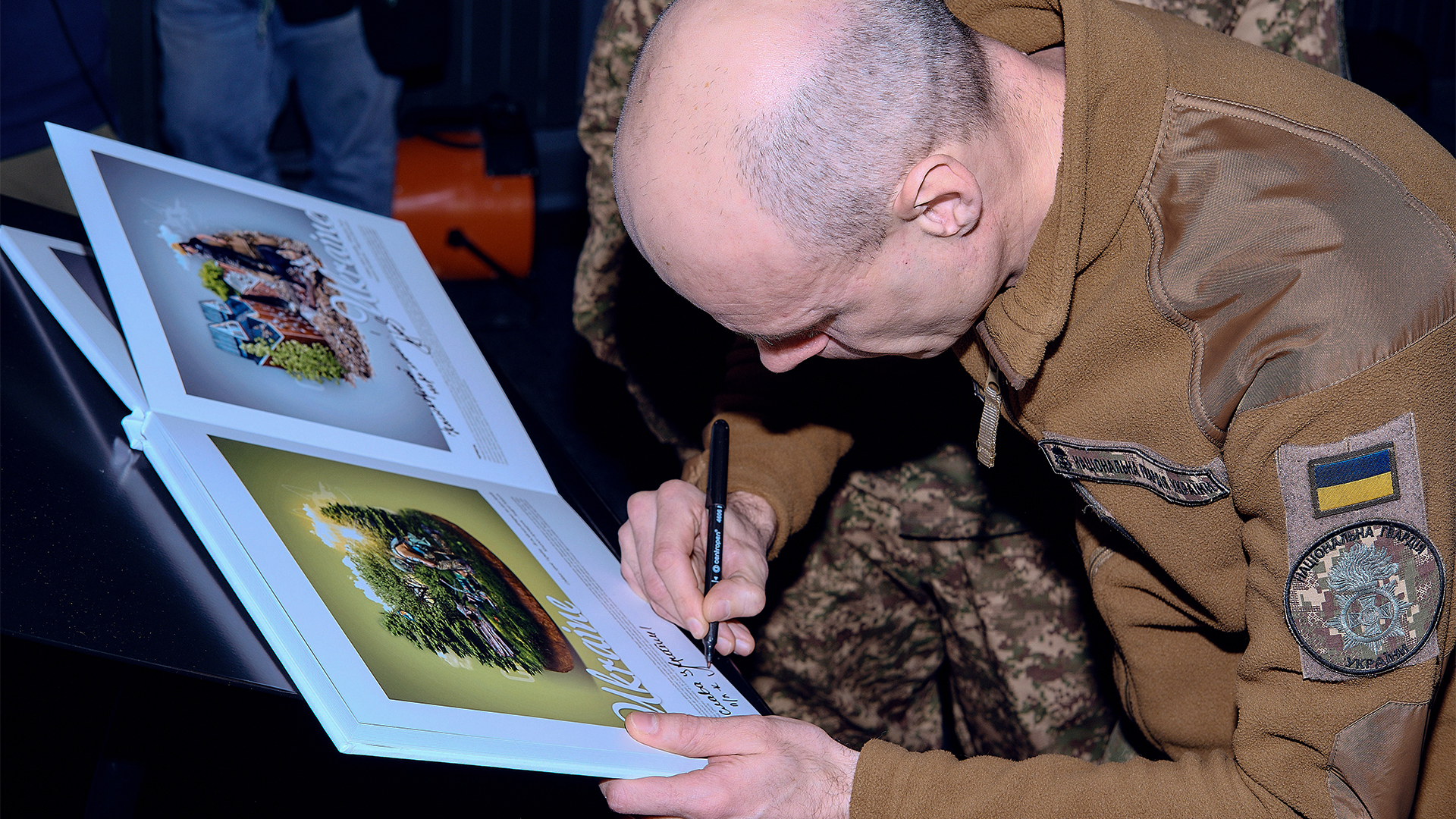
Підписання Книги Собаки-герої України. Фотограф: Олег Чечіль.{{subst:}}
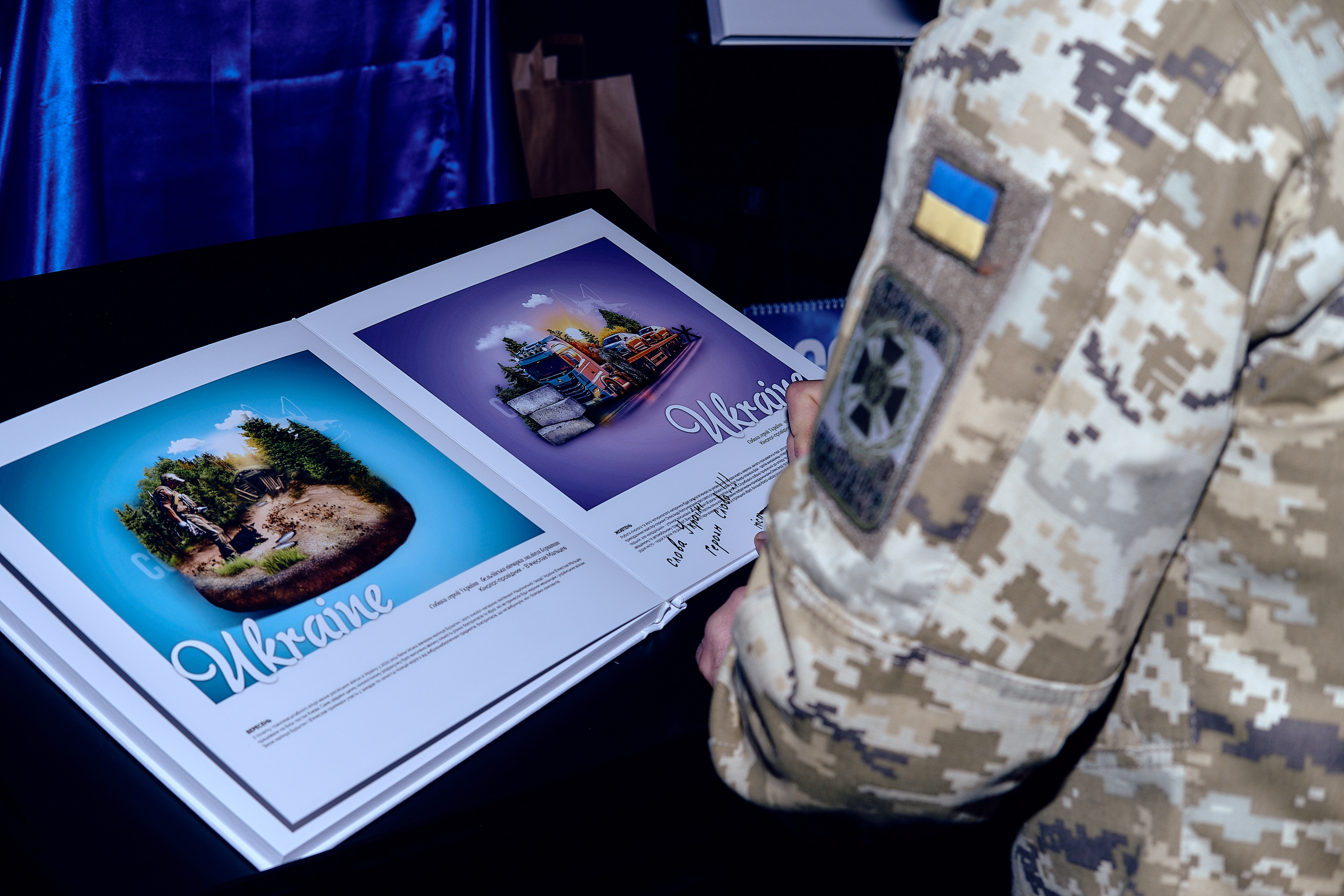
Підписання Книги Собаки-герої України. Фотограф: Олег Чечіль.{{subst:}}

## Гімн «Собаки-герої України»
Також у 2024 році було створено гімн «Собаки-герої України» про та спеціально для учасників проєкту, який можна почути на всіх головних музичних майданчиках, а також в соцмережах. Офіційний реліз відбувся в YouTube каналі Dogs-Heroes of Ukraine.

## Автор, організатори та особливі партнер і гість проєкту

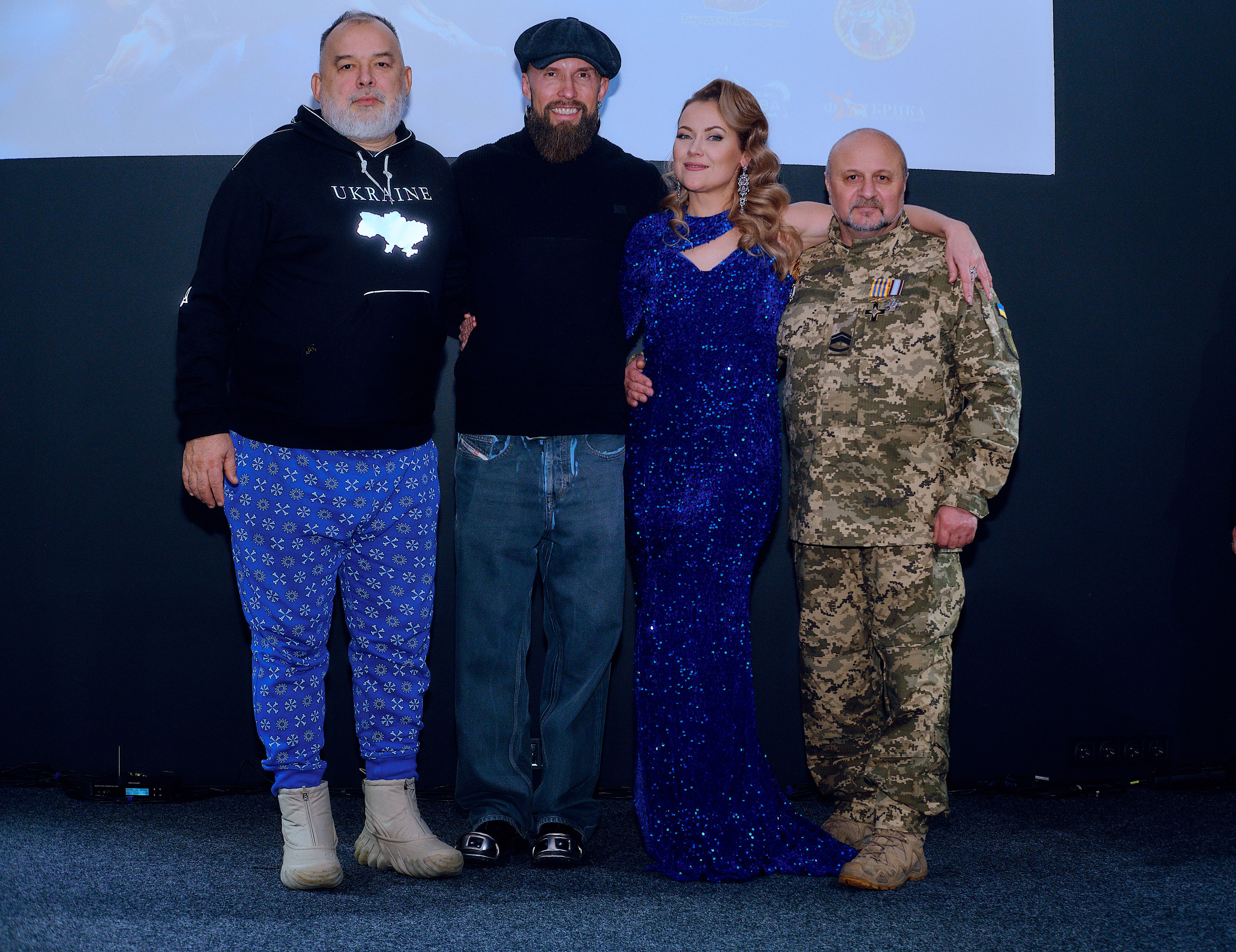
(Зліва-направо): Михайло Шейтельман, Олексій Суровцев, Юлія Стрижкіна та Сергій Бондарюк. Фотограф: Олег Чечіль.

Авторка ідеї, організаторка та дизайнерка проєкту — міжнародний економіст, володарка Національного рекорду України «Найдовша їстівна лакомина для собак» та звання «Гордість України» в номінації Бренд року 2020 за версією Медіа холдингу «Міленіум», графічна дизайнерка, екс-телеведуча і прес-секретарка народного депутата України та ДК Укрспецекспорт, членкиня World Dog Press Association і авторка свята World Japanese Spitz Day Юлія Стрижкіна.
Свідоцтво про реєстрацію авторських прав проєкту «Собаки-герої України» № 124082. Авторські майнові права належать повністю Юлії Стрижкіній.
Співорганізатор проєкту — суддя FCI-UKU, творець і екс-директор Кінологічного Центру Президента України, голова Кінологічної Служби Президента України протягом 5 років. Командир групи фахівців Служби собак Національної Гвардії України, Президентського полку та спецпідрозділу «Біла пантера» протягом 11 років. Брав участь у гарячих точках СРСР. Фахівець з підготовки собак за напрямками: слідова робота, пошук зброї та вибухівки і робота у штурмових групах.
Власник розплідника Heruvim, випускники якого — Чемпіони Світу, Віце-чемпіони Європи, Інтерчемпіони тощо.
Нагороджений: відзнакою Міністерства Оборони України «Залізний Хрест»; нагрудним знаком 129-го окремого батальйону Територіальної оборони ЗСУ «Гідність і честь», медаллю «Честь. Слава. Держава» Київської міської ради, а також медаллю "Золотий тризуб" Міністерства оборони України.
Штаб-сержант, учасник бойових дій — Сергій Бондарюк.
З першого року існування проєкту особливу фінансову підтримку у проведенні церемонії, завдяки якій вона стає реальністю, надають глядачі YouTube каналу Шейтельман (Шейтельманці) та особисто відомий ізраїльсько-український політтехнолог, письменник і блогер, любитель тварин, який сам є власником 2-х котів, 3-х щурів і 2-х равликів — Михайло Шейтельман.
Підтримати проєкт і вручити нагороди учасникам у 2024 році зголосився популярний український актор, людина, яка рятує величезну кількість пухнастих життів, особисто виїжджаючи у небезпечні евакуаційні рейси до гарячих точок; чоловік, якого називають Бородата КОТОМАМУЛЯ — Олексій Суровцев.

## Офіційні представники собак в проєкті «Собаки-герої України» та натхненники
- Японський шпіц Сімба Старший, SIMBA TSAR ZVEREI по 28.04.2024 року (03.09.2013 — 28.04.2024 рр.), власниця Юлія Стрижкіна;
- Японський шпіц Сімба молодший, SIMBA BLESSED BY GOD RANASTAR GRAND з грудня 2024 року, власниця Юлія Стрижкіна.

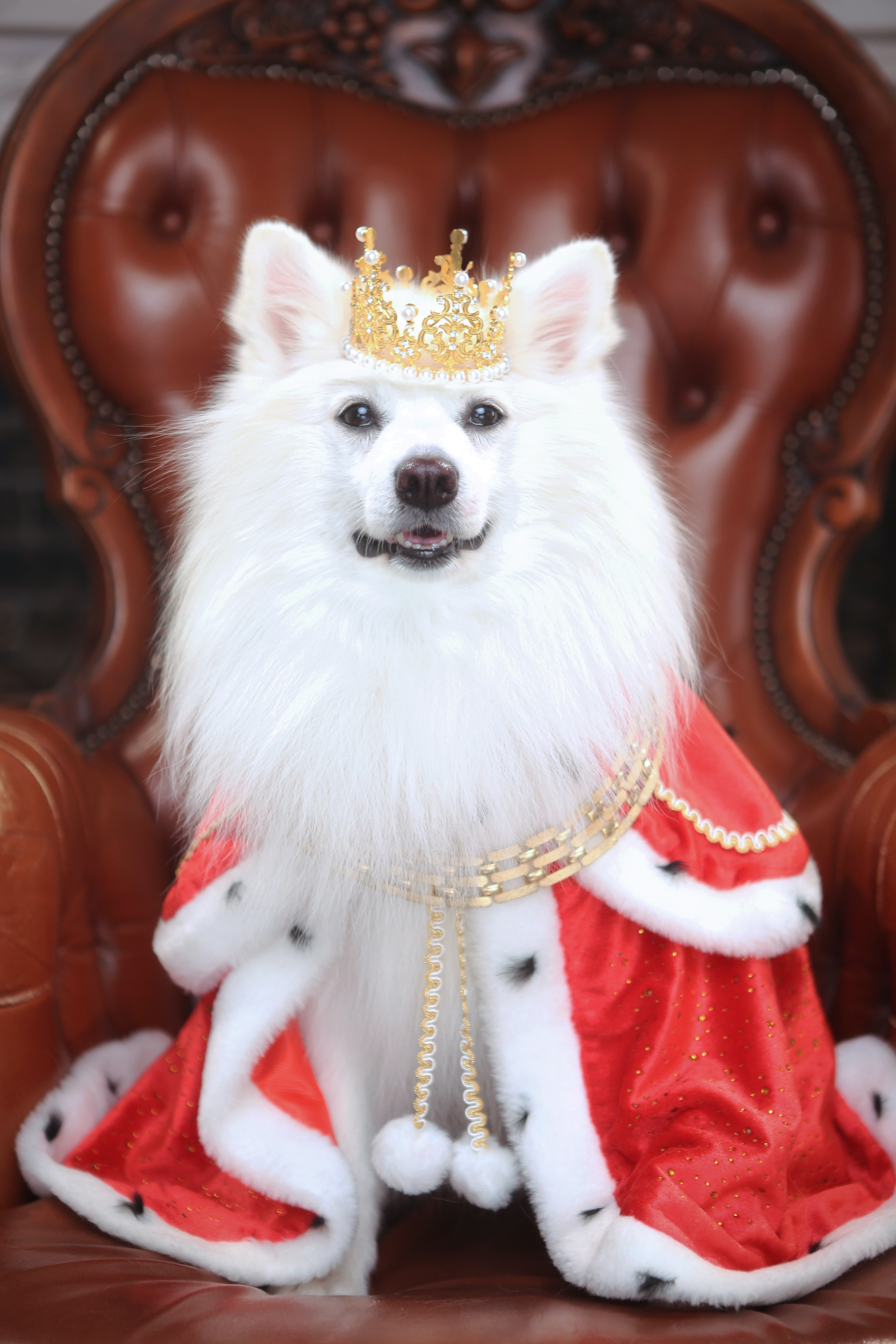
Японський шпіц Сімба старший, Simba Tsar Zverei, офіційний представник собак в проєкті Собаки-герої України по 28.04.2024 року. Фотографиня: Катерина Мумжинська.
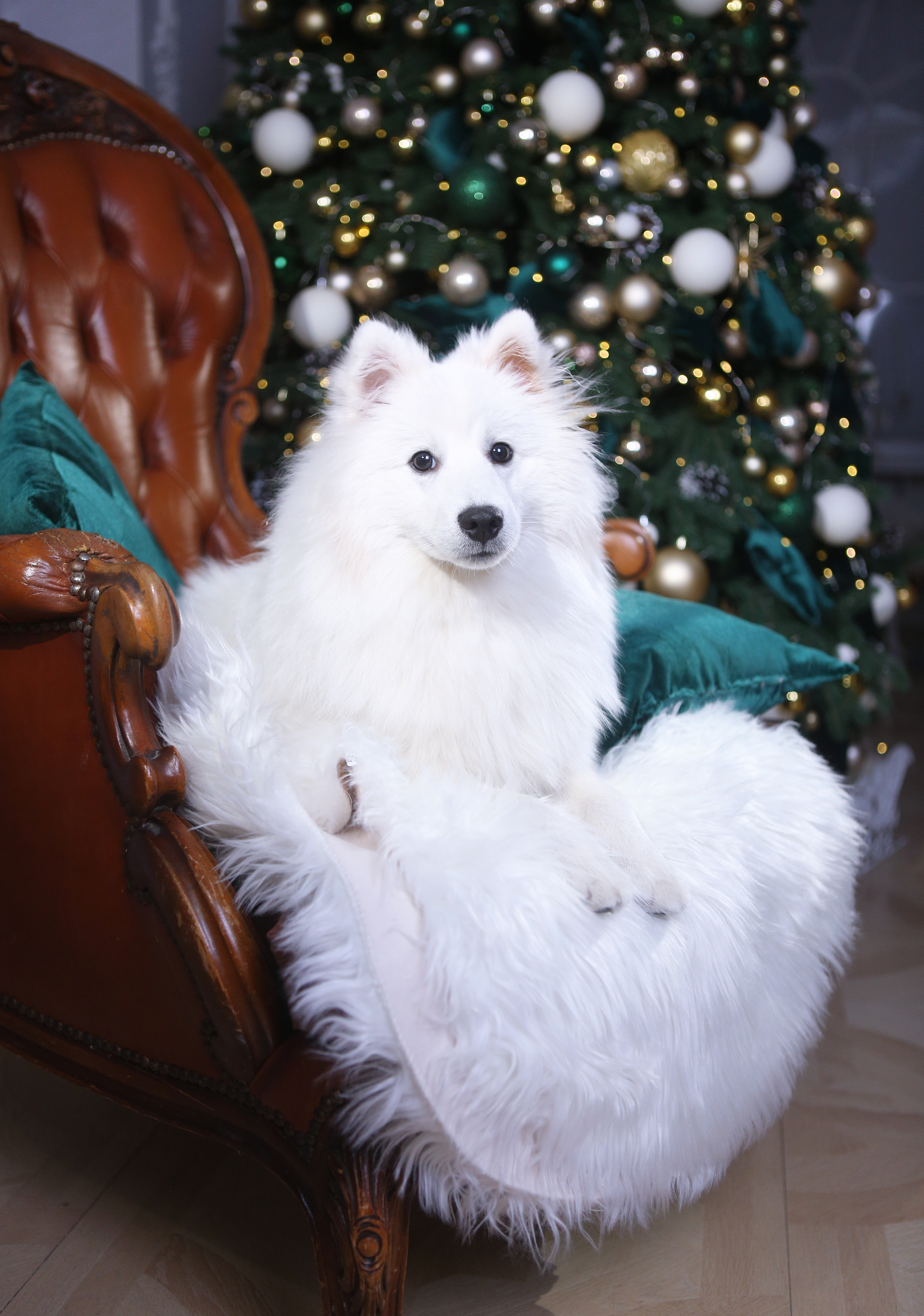
Японський шпіц Сімба молодший, Simba Blessed By God Ranastar Grand, офіційний представник собак в проєкті Собаки-герої України з грудня 2024 року. Фотографиня: Катерина Мумжинська.

## Списки лауреатів

### 2023
| Місяць в календарі | Порода                       | Кличка         | Власник/кінолог-напарник           | Служба                                                     | Примітки |
| ------------------ | ---------------------------- | -------------- | ---------------------------------- | ---------------------------------------------------------- | --- |
| Січень             | Німецька вівчарка            | Джесс          | Олександр Вовк                     | ДСНС України                                               | |
| Лютий              | Бельгійська вівчарка малінуа | Лі             | Олексій, позивний Тихон            | Національна гвардія України                                | |
| Березень           | Бельгійська вівчарка малінуа | Ірвін          | Чак (позивний)                     | Служба безпеки України                                     | |
| Квітень            | Бельгійська вівчарка малінуа | Осс            | Степан                             | Командування Сил підтримки Збройних сил України            | |
| Травень            | Бельгійська вівчарка малінуа | Одін           | Максим, позивний Сіман             | Національна гвардія України                                | |
| Червень            | Бельгійська вівчарка малінуа | Аїд            | Сержант Богдан Панін, позивний Аїд | 26-а артилерійська бригада Української аеророзвідки ЗСУ    | |
| Липень             | Бельгійська вівчарка малінуа | Кейт           | Капітан Віталій Литвин             | Головне управління Національної поліції України в м. Києві | |
| Серпень            | Німецька вівчарка            | Бред           | -                                  | Управління державної охорони України                       | |
| Вересень           | Німецька вівчарка            | Зорро          | Кіт (позивний)                     | Головне управління розвідки Міністерства оборони України   | |
| Жовтень            | Американські кокер-спанієлі  | Соня та Джессі | Аліна Паніна                       | Державна прикордонна служба України                        | Американські кокер-спанієлі Соня та Джессі стали символом усіх тварин, які потрапили до полону загарбників в проєкті Собаки-герої України. |
| Листопад           | Бельгійська вівчарка малінуа | Одін           | Юнкер (позивний)                   | Департамент КОРД                                           | |
| Грудень            | Голден ретривер              | Нора           | Надія Торчук                       | Волонтерська група DOG HELPS to LIVE                       | |

### 2024
| Місяць в календарі | Порода                        | Кличка                 | Власник/кінолог-напарник                | Служба                                                                                                 | Примітки |
| ------------------ | ----------------------------- | ---------------------- | --------------------------------------- | --- | --- |
| Січень             | Бельгійська вівчарка тервюрен | Bellona Venuska «Беша» | Лариса Борисенко                        | Павлоградський пошуково-рятувальний кінологічний загін «Антарес»                                       | У взаємодії з пошуковою гуманітарною місією проєкту «На Щиті» Цивільно-військового співробітництва CIMIC Генерального штабу Збройних Сил України |
| Лютий              | Мисливський спанієль          | Джокер                 | Віталій Іванер                          | Національна Школа Службового Собаківництва «Міжнародної поліціянтської корпорації громадської безпеки» | |
| Березень           | Кане-корсо                    | Тара                   | Олександр Чернов                        | 228 окремий батальйон матеріального забезпечення Збройних Сил України                                  | |
| Квітень            | Американський пітбуль         | Афіна                  | Медик Дмитро Селютін                    | 36 окрема бригада Морської піхоти ім. контрадмірала Михайла Білинського                                | Дмитро та Афіна стали символом усіх військовополонених і зниклих без вісті в російсько-українській війні в проєкті Собаки-герої України.         |
| Травень            | Бельгійська вівчарка малінуа  | Банда                  | Підполковник Андрій Корусь              | Національна гвардія України                                                                            | |
| Червень            | Доберман                      | Лекса                  | Марина Грінченко                        | Кінологічно-рятувальний загін «Азарт»                                                                  | |
| Липень             | Метис                         | Жужа                   | Роман Кліщук, позивний Ластівка         | 77-а окрема аеромобільна бригада ДШВ ЗС України                                                        | |
| Серпень            | Фокс тер'єр                   | Альфа                  | Майстер-сержант Юрій Рубіс              | Державна прикордонна служба України                                                                    | |
| Вересень           | Бельгійська вівчарка малінуа  | Бурштин                | Лейтенант В'ячеслав Мальцев             | Національна гвардія України                                                                            | |
| Жовтень            | Англійський кокер-спанієль    | Бой                    | Майстер-сержант Олександр Каплуновський | Державна прикордонна служба України                                                                    | |
| Листопад           | Бельгійська вівчарка малінуа  | Ірбіс                  | Лейтенант Дмитро Кириченко              | Національна гвардія України                                                                            | |
| Грудень            | Метис                         | Ніколь                 | Тетяна Мінькова                         | Екс-співробітниця Укрзалізниці                                                                         | Ніколь широко відома в Україні та світі, як «Кудлата провідниця Ніколь»                                                                          |